# Брвник (Домаљевац-Шамац)
Брвник је насељено место у Босни и Херцеговини, у општини Домаљевац-Шамац. Административно припада Федерацији Босне и Херцеговине, односно њеном Посавском кантону. Према попису становништва из 2013. у насељу је живело 40 становника.

## Становништво
По последњем службеном попису становништва из 2013. године, у насељу Брвник живело је 40 становника. Етничку већину у селу пре рата чинили су Срби.
| Националност | 2013. | 1991.        | 1981.        | 1971.        |
| Бошњаци      | —     | 1 (0,16%)    | 0            | 0            |
| Хрвати       | —     | 22 (3,61%)   | 13 (2,07%)   | 6 (0,87%)    |
| Срби         | —     | 580 (95,24%) | 591 (94,11%) | 679 (98,84%) |
| Југословени  | —     | 6 (0,98%)    | 23 (3,66%)   | 0            |
| остали       | —     | 0            | 1 (0,15%)    | 2 (0,29%)    |
| Укупно       | 40    | 609          | 628          | 687          |